# Miss Perú Mundo
Miss Perú Mundo es un concurso de belleza nacional en Perú que se lleva a cabo para seleccionar a la representante peruana al certamen Miss Mundo. Perú envió por primera vez una representante en el año 1959. La actual Miss Perú Mundo 2025 es Staisy Huamansisa de Lima.

## Historia
Perú participó en el concurso de Miss Mundo por primera vez en 1959, representada por María Elena Rossel Zapata, quien quedó de primera finalista.

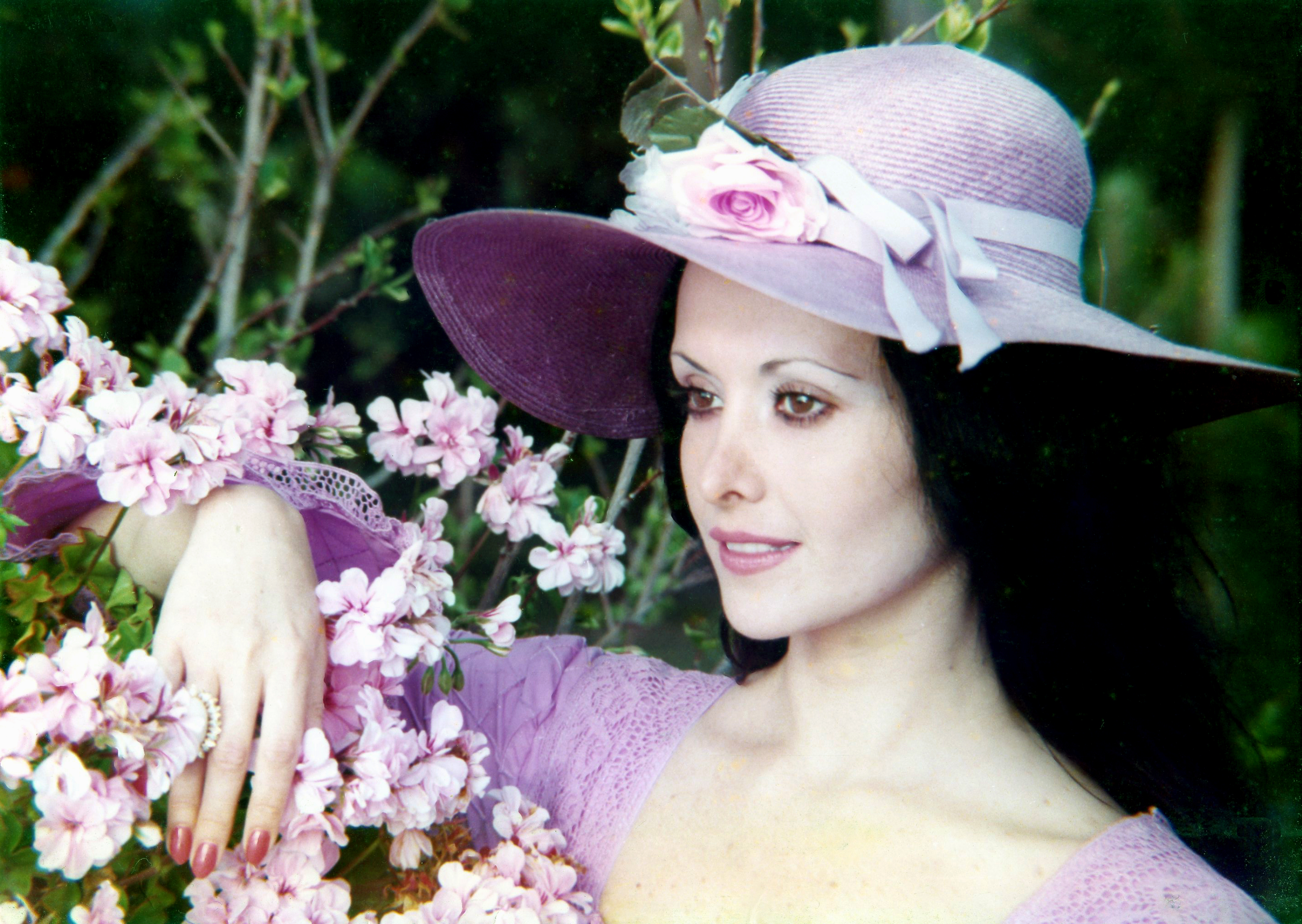
Madeline Hartog-Bel Houghton, primera peruana en ser coronada Miss Mundo 1967.

En 1967, Perú ganó la corona por primera vez en el concurso de Miss Mundo con Madeline Hartog-Bel Houghton, diez años exactamente después de que Gladys Zender ganara el concurso Miss Universo en 1957, Madeline Hartog-Bel Houghton previamente había participado en el Miss Universo 1966 donde se ubicó en entre las 15 semifinalistas.
En el año 1973 el Perú no pudo enviar a su representante, Mary Núñez, Miss Perú 1973 al Miss Universo por disposición del que era el presidente de la república en esa época, Juan Velasco Alvarado, ya que consideraba que ese certamen era producto del capitalismo estadounidense, país con el cual no tenía buenas relaciones. Esta fue una única ocasión en la que una Miss Perú no participó en el Miss Universo a excepción de los años 1955 y 1974 en los cuales no se realizó el certamen. Ante la negativa de Velasco, Mary Núñez fue enviada al Miss Mundo 1973 en Londres, Inglaterra.
En 1998, la trujillana Mariana Larrabure de Orbegoso entró también al Top 10 del Miss Mundo 1998. Cuatro años después, en el 2002, Marina Mora Montero, alcanzó el Top 5, obteniendo el tercer lugar en el Miss Mundo 2002. Claudia Hernández Oré, en Miss Mundo 2003 logró quedar entre el Top 20 y ganar el premio a mejor vestido de noche. Este fue hasta ahora la única vez en la historia en que Perú clasificó el mismo año en el Miss Universo y el Miss Mundo.

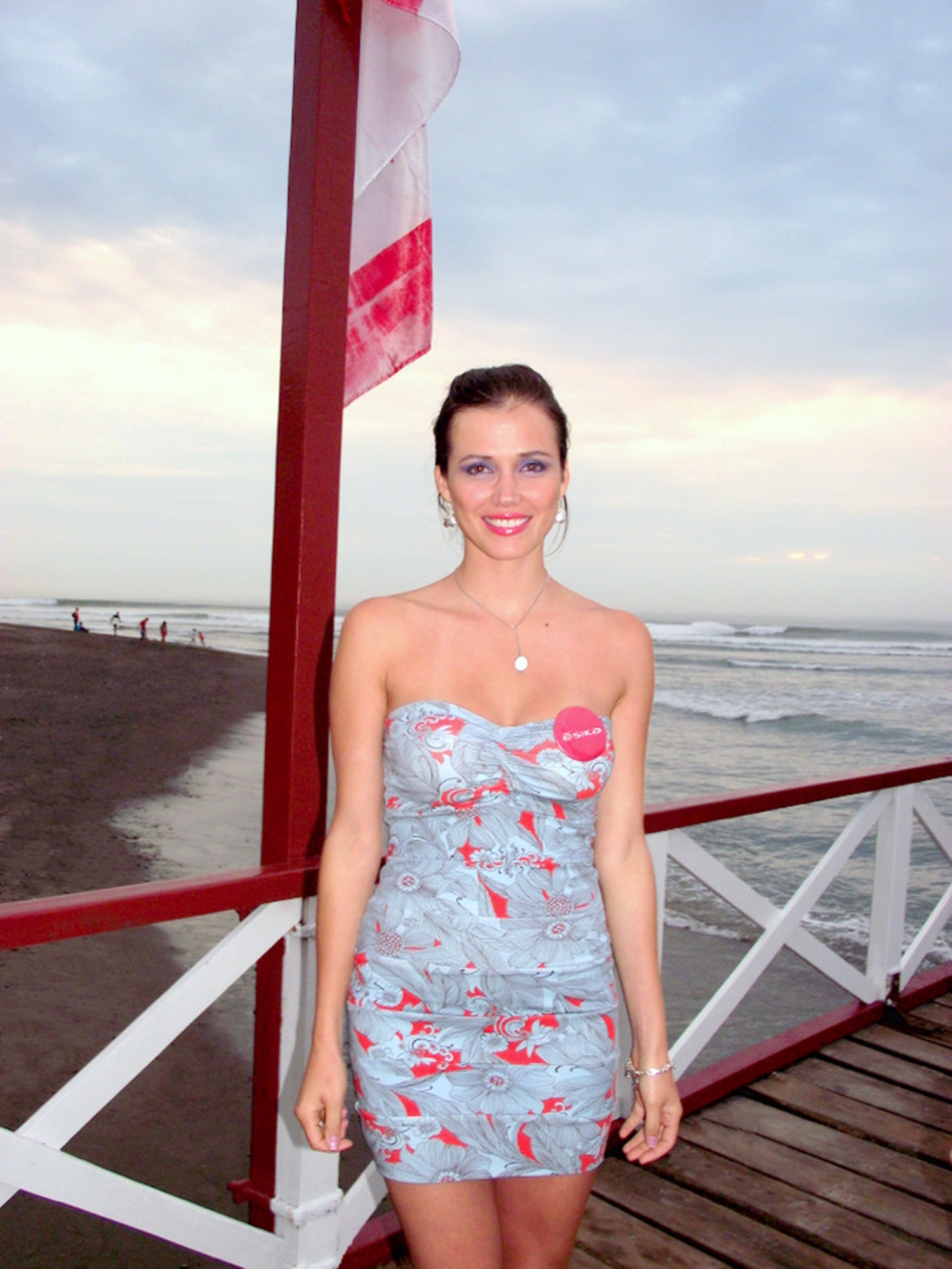
María Julia Mantilla, es la segunda peruana en ser coronada Miss Mundo 2004 y 3er Lugar en la Competencia de Deportes.

En diciembre del 2004, María Julia Mantilla logró ganar la corona de Miss Mundo 2004, gracias a una votación en todo el mundo a través de mensajes de texto y llamadas telefónicas, ocurrido por primera vez en la historia del certamen. Hasta la fecha el Perú cuenta con 2 coronas de Miss Mundo.
Fiorella Castellano, fue coronada como Miss Perú Mundo 2005 y representó al Perú el 10 de diciembre de 2005, en Sanya, China. Castellano quien buscaba ser la sucesora de María Julia Mantilla García no logró quedar entre las semifinalistas. Desde el 2004 el Perú no ha logrado entrar al cuadro final de semifinalistas en el Miss Mundo.
El año 2019 la ceremonia tuvo como ganadora a la bella representante del departamento de Piura, Angella Escudero.
Para la edición del año 2023 del certamen Miss Mundo la representante peruana es Lucía Arellano de la región Loreto.

## Ganadoras del certamen

### Miss Perú Mundo
- : Ganadora
- : Finalista
- : Semifinalista
- : Cuartofinalista

| Sede/Año                                                                     | Miss Perú Mundo                                | Representación                                 | Posición                                       | Premios Especiales                             |
| ---------------------------------------------------------------------------- | ---------------------------------------------- | ---------------------------------------------- | ---------------------------------------------- | ---------------------------------------------- |
| 1959                                                                         | María Elena Rossel Zapata †                    | Piura                                          | 1ª Finalista                                   |                                                |
| 1960                                                                         | Maricruz Gómez Díaz                            | Ica                                            |                                                |                                                |
| 1961                                                                         | Norma González Miranda                         | Loreto                                         |                                                |                                                |
| 1962                                                                         | Rosa Isabel Raschio D'Abbadi                   | Amazonas                                       |                                                |                                                |
| 1963                                                                         | Lucía Buonanni Dawson                          | Perú Europa                                    |                                                |                                                |
| 1964                                                                         | Gladys Rossana Reina González                  | Junín                                          |                                                |                                                |
| 1965                                                                         | Lourdes Cárdenas Gilardi                       | Arequipa                                       |                                                |                                                |
| 1966                                                                         | Perú no participó del certamen en el año 1966. | Perú no participó del certamen en el año 1966. | Perú no participó del certamen en el año 1966. | Perú no participó del certamen en el año 1966. |
| 1967                                                                         | Madeline Hartog-Bel Houghton                   | Arequipa                                       | Miss Mundo 1967                                |                                                |
| 1968                                                                         | Ana Rosa Berninzon Devescovi                   | Perú Europa                                    |                                                |                                                |
| Perú no participó del certamen entre los años 1969 y 1972.                   |                                                |                                                |                                                |                                                |
| 1973                                                                         | Mary Núñez Bartra †                            | San Martín                                     |                                                |                                                |
| 1974                                                                         | Perú no participó del certamen en el año 1974. | Perú no participó del certamen en el año 1974. | Perú no participó del certamen en el año 1974. | Perú no participó del certamen en el año 1974. |
| 1975                                                                         | Mary Orfanides Canakis                         | Lima                                           |                                                |                                                |
| 1976                                                                         | Rocío Rita Lazcano †                           | Junín                                          |                                                |                                                |
| 1977                                                                         | María Isabel Frías Zavala                      | Cajamarca                                      | Top 15                                         |                                                |
| 1978                                                                         | Karen Inés Noeth Haupt                         | Lima                                           |                                                |                                                |
| 1979                                                                         | Lucía Magali Pérez Godoy Quintanilla           | Lima                                           |                                                |                                                |
| 1980                                                                         | Silvia Roxana Vega Ramos                       | Cuzco                                          |                                                |                                                |
| 1981                                                                         | Olga Roxana Gianina Zumarán Burga              | Arequipa                                       |                                                |                                                |
| 1982                                                                         | Cynthia Mabel Mercedes Piedra                  | Piura                                          |                                                |                                                |
| 1983                                                                         | Lisbet Alcázar Rodríguez                       | Lima                                           |                                                |                                                |
| 1984                                                                         | Gloria Cristina Loayza-Guerra                  | La Libertad                                    |                                                |                                                |
| 1985                                                                         | Carmen del Rosario Muro Távara                 | Lambayeque                                     |                                                |                                                |
| 1986                                                                         | Patricia Anne-Marie Kuypers Espejo             | Lima                                           |                                                |                                                |
| 1987                                                                         | Suzette Marie Woodman                          | Perú USA                                       |                                                |                                                |
| 1988                                                                         | Martha Elena Kaik Tosso                        | Lima                                           |                                                |                                                |
| 1989                                                                         | Maritza Ursula Zorrilla Priori                 | Lima                                           |                                                |                                                |
| 1990                                                                         | Gisselle Anne Martínez Cuadros                 | Perú USA                                       |                                                |                                                |
| 1991                                                                         | Claudia Figueroa Moy                           | Lima                                           |                                                |                                                |
| 1992                                                                         | Ingrid Yrivarren Paz                           | Lima                                           |                                                |                                                |
| 1993                                                                         | Mónika Sáez Grimm                              | Callao                                         |                                                |                                                |
| 1994                                                                         | Marcia Isabella Pérez Marcés                   | Cuzco                                          |                                                |                                                |
| 1995                                                                         | Paola Dellepiane Gianotti                      | Amazonas                                       |                                                |                                                |
| 1996                                                                         | Mónica Chacón de Vettori                       | Loreto                                         |                                                |                                                |
| 1997                                                                         | Claudia María Luque Barrantes                  | Amazonas                                       |                                                |                                                |
| 1998                                                                         | Mariana Larrabure de Orbegoso                  | La Libertad                                    | Top 10                                         |                                                |
| 1999                                                                         | Rosa Elvira Cartagena (Destituida)             | Callao                                         |                                                |                                                |
| 1999                                                                         | Wendy Monteverde Diaz (Sustituta)              | Cuzco                                          |                                                |                                                |
| 2000                                                                         | Tatiana Angulo Yarita                          | La Libertad                                    |                                                |                                                |
| 2001                                                                         | Viviana Magaly del Rocío Rivasplata Aita       | Lambayeque                                     |                                                |                                                |
| 2002                                                                         | Marina Beatriz Mora Montero                    | La Libertad                                    | 2ª Finalista                                   |                                                |
| 2003                                                                         | Claudia María Hernández Oré                    | Piura                                          | Top 20                                         | Vestido de Diseñador                           |
| 2004                                                                         | María Julia Mantilla García                    | La Libertad                                    | Miss Mundo 2004                                | Competencia de Deportes                        |
| 2005                                                                         | María Fiorella Castellano García               | Tumbes                                         |                                                |                                                |
| 2006                                                                         | Silvia Vanessa Cornejo Cerna                   | La Libertad                                    |                                                |                                                |
| 2007                                                                         | Cinthya Jessenia Calderón Ulloa                | Tacna                                          |                                                |                                                |
| 2008                                                                         | Annmarie Dehainaut Velezmoro                   | Perú USA                                       |                                                |                                                |
| 2009                                                                         | Claudia María Carrasco Sarrio                  | Cuzco                                          |                                                |                                                |
| 2010                                                                         | Alexandra Xiajen Liao Tipacti                  | Lima                                           |                                                |                                                |
| 2011                                                                         | Odilia Pamela García Pineda                    | Junin                                          |                                                |                                                |
| 2012                                                                         | Giuliana Myriam Zevallos Roncagliolo           | Loreto                                         |                                                |                                                |
| 2013                                                                         | Melissa Paredes Rodríguez (Renuncia)           | Callao                                         |                                                |                                                |
| 2013                                                                         | Elba Mercedes Fahsbender (Sustituta)           | Piura                                          |                                                |                                                |
| 2014                                                                         | Sofía del Pilar Rivera Kroll                   | Arequipa                                       |                                                |                                                |
| 2015                                                                         | Karla Maudy Chocano Tolentino                  | La Libertad                                    |                                                |                                                |
| 2016                                                                         | Pierina Sue Wong Mori                          | Lambayeque                                     |                                                |                                                |
| 2017                                                                         | Cynthia Pamela Sanchez Silva                   | Amazonas                                       | Top 40                                         |                                                |
| 2018                                                                         | Estefani Carolina Mauricci (Destituida)        | La Libertad                                    |                                                |                                                |
| 2018                                                                         | Clarisse Uribe Cruces (Sustituta)              | Ica                                            |                                                |                                                |
| 2019                                                                         | Angella Belén Escudero San Martín              | Piura                                          |                                                |                                                |
| No se realizó el certamen el año 2020 debido a la contingencia por Covid-19. |                                                |                                                |                                                |                                                |
| 2021                                                                         | Paula Montes Pástor                            | Lima                                           |                                                |                                                |
| 2023                                                                         | Jennifer Barrantes Rojas (Destituida)          | Ucayali                                        |                                                |                                                |
| 2023                                                                         | Lucía Michelle Arellano (Sustituta)            | Loreto                                         | Top 40                                         | Competencia de Deportes                        |
| 2025                                                                         | Staisy Huamansisa Lumba                        | Lima                                           |                                                |                                                |

### Regiones, Ciudades y Departamentos ganadores del Miss Perú Mundo
| Provincia o Región | Títulos | Años ganados                                                           |
| ------------------ | ------- | ---------------------------------------------------------------------- |
| Lima               | 12      | 1975, 1978, 1979, 1983, 1986, 1988, 1989, 1991, 1992, 2010, 2021, 2024 |
| La Libertad        | 6       | 1984, 1998, 2000, 2002, 2004, 2006, 2015                               |
| Piura              | 5       | 1959, 1982, 2003, 2013, 2019                                           |
| Loreto             | 4       | 1961, 1996, 2012, 2023                                                 |
| Amazonas           | 4       | 1962, 1995, 1997, 2017                                                 |
| Arequipa           | 4       | 1965, 1967, 1981, 2014                                                 |
| Cuzco              | 4       | 1980, 1994, 1999, 2009                                                 |
| Lambayeque         | 3       | 1985, 2001, 2016                                                       |
| Junín              | 3       | 1964, 1976, 2011                                                       |
| Perú USA           | 3       | 1987, 1990, 2008                                                       |
| Ica                | 2       | 1960, 2018                                                             |
| Perú Europa        | 2       | 1963, 1968                                                             |
| Tacna              | 1       | 2007                                                                   |
| Tumbes             | 1       | 2005                                                                   |
| Callao             | 1       | 1993                                                                   |
| Cajamarca          | 1       | 1977                                                                   |
| San Martín         | 1       | 1973                                                                   |

## Clasificaciones

### Clasificaciones en Miss Mundo
| Posición      | # | Años             |
| ------------- | - | ---------------- |
| Miss Mundo    | 2 | 1967, 2004       |
| 1.ª finalista | 1 | 1959             |
| 2.ª finalista | 1 | 2002             |
| Top 10/15     | 2 | 1977, 1998       |
| Top 20/40     | 3 | 2003, 2017, 2023 |